# السلطة القضائية في إيران
تم تأسيس وتنفيذ النظام القضائي في إيران لأول مرة على يد علي أكبر داڤار وبعض معاصريه أمثال عبد الحسين تيمورتش تحت حكم رضا بهلوي، وقد طرأت على النظام القضائي الإيراني بعض التعديلات في عهد إبنه محمد رضا بهلوي.

## بعد انتصار الثورة الإسلامية
بعد سقوط أسرة بهلوي في 1979 وقيام الثورة الإسلامية، تم تغيير النظام بشكل جذري. ويعتمد التشريع الآن على القانون الإسلامي الشيعي أو الشريعة.
وطبقا للدستور الإيراني، فإن القضاء في إيران هو «سلطة مستقلة»، كما إن النظام القضائي بأكمله في إيران - «من المحكمة العليا إلى المحاكم الإقليمية، مرورا بالمحاكم المحلية» - تقع جميعاً تحت إدارة وزارة العدل الإيرانية، وذلك بالإضافة إلى وزير العدل ورئيس المحكمة العليا.
يتم تعيين رئيس السلطة القضائية من قبل قائد الثورة الإسلامية.